# Сига, Киёси
Киёси Сига (яп. 志賀 潔, 7 февраля 1871 года, Сендай, префектура Мияги — 25 января 1957 года, Токио) — японский врач и микробиолог. Впервые выделил возбудителя бактериальной дизентерии. Ректор Императорского университета Кэйдзё в 1929—1931 годах. В русскоязычной литературе нередко встречается другой вариант написания фамилии учёного — Шига.

## Краткая биография
В 1896 году окончил медицинский факультет Токийского университета и начал работать в Институте по исследованию инфекционных болезней под руководством Китасато Сибасабуро.
В 1897 году открыл и описал возбудителя бактериальной дизентерии. Позже в честь Киёси Сиги род бактерий, к которому относится эта палочка, был назван Шигеллой (Shigella). В русскоязычной литературе палочку Shigella dysenteriae называют бактерией Григорьева — Шиги, или палочкой Григорьева — Шиги (Алексей Васильевич Григорьев ещё в 1891 году высказал предположение о роли неподвижных кишечных палочковидных бактерий в развитии дизентерии).
В 1901—1905 годах работал в Германии с Паулем Эрлихом. Плодом их сотрудничества стал вышедший в 1904 году фундаментальный труд по химиотерапии инфекционных болезней.
Вернувшись в Японию, Сига с Китасато Сибасабуро возобновил исследования инфекционных заболеваний. В 1920 году Сига стал профессором в университете Кэйо.

## Награды
- Орден Культуры (1944),
- Заслуженный деятель культуры[англ.] (1951),
- Орден Священного сокровища (1957, посмертно)